# Pierre Belfond
Pour les articles homonymes, voir Belfond.
 (mai 2022).
- Si vous ne connaissez pas le sujet, laissez ce bandeau (vous pouvez alors contacter les auteurs).
- Si vous supprimez le contenu mis en cause (vous pouvez préalablement contacter les auteurs),

argumentez précisément cette suppression dans la page de discussion
(un manque de référence n'est pas un argument ; une recherche réelle de référence doit avoir été effectuée, être formellement documentée).
 (mai 2022).
Si vous disposez d'ouvrages ou d'articles de référence ou si vous connaissez des sites web de qualité traitant du thème abordé ici, merci de compléter l'article en donnant les références utiles à sa vérifiabilité et en les liant à la section « Notes et références ».
Pierre Belfond, né le 25 août 1933 à Paris et mort à La Celle-Saint-Cloud le 24 mai 2022, est le fondateur des Éditions Belfond.

## Biographie

### Débuts
En février 1963, Pierre et Franca Belfond créent les Éditions Belfond. Le siège de la jeune SARL est au 4, rue Guisarde, dans le 6e arrondissement de Paris.
Les premiers volumes paraissent dans une collection au format de poche, baptisée « Poche-Club » (à l’époque n’existaient que quelques collections — « Marabout », « Le Livre de poche », « J’ai lu »). L’idée de base est d’associer à des titres célèbres des ouvrages négligés ou mal-aimés. C’est ainsi qu’à côté des Fleurs du mal ou des Trophées sont publiés Les Chants de Maldoror et Gaspard de la nuit. Mais c’est de février 1964 que date la véritable entrée de Belfond dans le milieu littéraire avec la parution — une « première » mondiale — du roman inédit (Un Été au Mexique) d’un auteur inconnu (Gilbert Toulouse), directement au format de poche. Ce sera le numéro 21 de la collection. Les plus grands noms de la critique montent au créneau, Toulouse est encensé ou piétiné ; qu’importe, les 20 000 exemplaires du premier tirage sont vendus en quelques mois. Hélas, plus jamais Gilbert Toulouse — même lorsque Bernard Pivot l’accueillera à « Apostrophes » pour Le Mercenaire — ne retrouvera un tel succès public ; cependant, une poignée de lecteurs fanatiques restera fidèle au grand écrivain révélé par ce coup de baguette magique.
En mai 1964, Pierre Belfond renoue avec la provocation et lance un recueil de poèmes inédits (Madrépores) de Marc Piétri. C’est le numéro 35 de « Poche-Club ». Cette fois-ci, le tirage est limité à 10 000 exemplaires, et il ne s’en vendra que 6 500.

### Apprentissage
Une nouvelle étape se dessine, en 1965, avec la collection « Entretiens ». Tous les auteurs célèbres étant sous contrat avec de grandes maisons, la formule de l’entretien permet de les détourner, le temps d’un livre. Le premier titre réunit Eugène Ionesco et Claude Bonnefoy (par la suite, d’ailleurs, Claude Bonnefoy deviendra le directeur de la collection « Entretiens »). Suivront des livres avec Marcel Duchamp, Jorge Luis Borges, Pierre Schaeffer, Olivier Messiaen, William Burroughs, Mircea Eliade, Salvador Dalí, Gabriel García Márquez, Lawrence Durrell, Merce Cunningham, André Leroi-Gourhan, Graham Greene, Günter Grass, Witold Gombrowicz, Pier Paolo Pasolini, Philippe Soupault, Michel Vovelle, Ernesto Sábato.
Parallèlement sont édités de jeunes auteurs : Patrick Rambaud (La Saignée), Yak Rivais (L’Hérésie de Carolus Boorst), Anne Richter (Les Locataires) ainsi qu’un recueil de nouvelles de Gaston Compère, Sept machines à rêver – Gaston Compère qui sera considéré comme l’un des meilleurs auteurs belges contemporains et demeurera l’un des « piliers » de la maison qui l’a fait connaître en France. 1968 va laisser son empreinte sur le catalogue. Après des « classiques » (Nos tâches politiques, de Trotsky, Le Socialisme en France, de Rosa Luxemburg, La Révolution inconnue, de Voline), Belfond publie un collectif du MLF : Le Livre de l’oppression des femmes, des textes de Daniel Guérin, de Jean-Jacques Lebel, de Georges Lapassade, tout comme Le Grand Bazar de Daniel Cohn-Bendit.

### Du dépôt de bilan virtuel au premier «best-seller»
Mais le chiffre d’affaires de stagner et le déficit de se creuser. Pierre Belfond s’obstine à ne vouloir faire aucune concession vers le « commercial ». Il sera sauvé par son principal imprimeur, Firmin-Didot, dont le directeur d’alors, Jacques Bertrand, le maintiendra hors de l’eau, reportant les échéances de mois en mois, en attendant un improbable miracle[réf. nécessaire].
Ce miracle se produira au printemps 1971. Franca et Pierre Belfond avaient passé une semaine à New York, pendant l’été [1969]. Ils avaient été étonnés par les énormes piles – des pyramides gigantesques - encombrant les allées des librairies : il n’y en avait que pour The Love Machine, un roman de Jacqueline Susann. Quand, à l’automne 1970, Hoffman, l’une des principales agences de Paris, propose à Pierre Belfond les droits de traduction de ce pavé – 400 pages serrées -, celui-ci n’hésite pas longtemps. Pourtant Hoffman ne lui a pas caché que tous les éditeurs français, avec une belle unanimité, ont refusé ce roman parce que le précédent ouvrage de Jacqueline Susann, La Vallée des poupées, a fait un flop terrible. Mais les Belfond se souviennent des piles de Love Machine à New York et le jeune éditeur signera le contrat, sans lire et sans avoir fait lire à qui que ce soit le roman de Jacqueline Susann. De toute façon, il déteste ce genre « littéraire » ! Son inconscience et ses préjugés vont le sauver ; paru en mars 1971, le roman atteindra 120 000 exemplaires à la fin de l’année[réf. nécessaire].

### Principe des «vases communicants»
Le principe des « vases communicants » : Tous les éditeurs sont à la recherche des best-sellers. Le succès de Papillon, chez Robert Laffont, fait rêver. Mais les éditeurs ont un peu honte de ces romans « de plage ». Pierre Belfond évoquera toujours avec une moue de dédain le succès des romans de Barbara Taylor Bradford (L’Espace d’une vie), de Brenda Jagger (Les Chemins de Maison-Haute), de Jacqueline Briskin (La Croisée des destins), de William Marshall (La Combine), de Noel Barber (Tanamera). Les bénéfices que dégagent ces best-sellers permettent de suivre une politique que Belfond qualifie de « principe des vases communicants » : les « mauvais » livres (qui se vendent) subventionnent les « bons » (qui ne se vendent pas). Un éditeur conserve perpétuellement en mémoire la réflexion de Jérôme Lindon, le fondateur des Éditions de Minuit : « Rien n’est plus triste qu’un best-seller qui ne se vend pas. »

### Rendez-vous des poètes
Le catalogue des Éditions Belfond finira par rassembler plus de 70 recueils de poèmes et anthologies poétiques : le « principe des vases communicants » est donc une réalité. Deux collections - l’une dirigée par Alain Bosquet, Robert Sabatier, Jean-Claude Renard ; l’autre par Eric Nerciat – auront accueilli auteurs confirmés ou poètes à leur premier essai. Citons, au hasard, parmi les poètes de langue française : Jacques Besse, Hubert Juin, Jean Guichard-Meili, Charles Dobzynski, Roland Busselen, Jacques Baron, Jean Rousselot, Vénus Khoury-Ghata, Marie-Claire Bancquart, Pierre della Nogare, Armand Guibert, Jean Orizet, François Montmaneix, Jacques Izoard ; et, parmi les poètes étrangers : Heberto Padilla, Maya Angelou, Ibrahim Souss, Nicolas Guillén, Kiril Kadiiski, Juan Liscano. Parfois, ces poètes collaborent avec des peintres célèbres, ce qui donne naissance à une collection dont les ouvrages sont toujours recherchés aujourd’hui : Les Cahiers du Regard.

### Cahiers du Regard
On pourrait croire que cette appellation recèle quelque message subtil : il n’en est rien.
Tout simplement, après la rue Guisarde, qu’elles quittèrent à la fin de 1970, les éditions Belfond s’établirent au 10, rue du Regard (toujours dans le 6e arrondissement). Le premier volume des Cahiers fut Le Rire des poètes, une anthologie d’Henri Parisot que Max Ernst illustra de collages et d’une gravure originale. Hans Bellmer lui succéda avec dix lithographies originales pour les Poésies de Lautréamont dont le texte avait été établi par Hubert Juin. Une autre collaboration avec Bellmer permit l’édition de luxe du récit autobiographique de sa compagne Unica Zürn, Sombre printemps. Par la suite, Franca Belfond – c’est elle qui s’occupait de cette collection – prit contact avec Salvador Dalí qui, en association avec Tim, travailla à un étonnant Procès en diffamation. Plus tard, Dali livra une suite de dix gravures pour Les Amours jaunes de Tristan Corbière. Entre-temps, Jacques Hérold (pour Des siècles de folie dans les calèches étroites, de Michel Bulteau), Ljuba (pour Les plaisirs difficiles, de Jean-Clarence Lambert), Man Ray (pour Alphabet pour Adultes et pour ses conversations avec Pierre Bourgeade : Bonjour, Man Ray), Nicolas Schöffer (pour ses Entretiens avec Philippe Sers), Matta (pour Sur Matta, de Michel Fardoulis-Lagrange), enfin Zao Wou-Ki (pour ses Cantos pisans traduits par Denis Roche) firent partie des habitués de la rue du Regard.

### Ouverture vers l’extérieur
Tout au long de son activité éditoriale, Belfond s’efforcera de développer son cheptel de romanciers de langue française : en dehors de ceux dont il a déjà été question, tels que Gilbert Toulouse et Gaston Compère, d’autres écrivains rejoindront sa maison, notamment Marcel Béalu, Isaure de Saint Pierre, Yann Gaillard, Marcel Haedrich, Dominique de Roux, Georges Londeix, Michèle Laforest, Edgar Reichmann et Cavanna, qui publiera quatorze titres chez Belfond, dont Les Ritals et Les Russkoffs, qui seront de très grands succès.
Mais il faut admettre que Pierre Belfond s’intéressera davantage encore aux écrivains étrangers et qu’il parviendra à construire un solide catalogue avec Stefan Zweig, Scott Fitzgerald, Manuel Scorza, Wole Soyinka, Gore Vidal, Milorad Pavic, Ludwig Harig, William Kennedy, Schalom Asch, Aharon Appelfeld, Gloria Naylor, Mario Benedetti, Augusto Roa Bastos, R.K. Narayan, Almeida Faria, Anita Brookner, Roberto Arlt, sans oublier un certain M. Aguéev, mystérieux auteur du Roman avec cocaïne…

### Biographies et documents
Les Éditions Belfond quittèrent la rue du Regard en 1974 pour s’installer au 4 passage de la Petite-Boucherie. En 1981, nouveau déménagement en direction du 216 boulevard Saint-Germain. Cette dernière adresse étant proche de différents ministères, cela donna peut-être l’idée à cet éditeur de s’intéresser plus qu’il ne l’avait fait jusqu’alors aux témoignages contemporains – témoignages politiques, sociaux, économiques. La Nomenklatura : les privilégiés en URSS (essai auquel répondit La Nomenklatura française d’Alexandre Wickham et Sophie Coignard) ouvrit le feu, suivi de l’essai de Hedrick Smith Les Russes. Vinrent ensuite des aveux de ministres (Philippe Vasseur, Léon Schwartzenberg, Jean-Pierre Soisson), des mémoires de banquiers (Contre bonne fortune, de Guy de Rothschild ; André Meyer, de Cary Reich), des souvenirs des puissants de ce monde (Mémoires d’Andreï Gromyko, Mémoires inédits de Nikita Khrouchtchev).

### La musique adoucit les mœurs
Un éditeur a le droit de se faire plaisir et de publier sans songer aux retombées commerciales. Pierre Belfond, qui n’hésita pas à programmer Je suis un violoniste raté du critique Antoine Goléa, était peut-être lui-même un pianiste ou un chef d’orchestre raté. On le rencontrait aussi souvent à Aix-en-Provence ou au Théâtre des Champs-Élysée qu’aux différentes foires du livre. Ce qui explique la part considérable occupée, dans son catalogue, par les ouvrages sur la musique ou les musiciens. Quelques titres suffisent à nous en convaincre : Ma Vie heureuse, de Darius Milhaud ; Pour les oiseaux, de John Cage et Daniel Charles ; Allegro appassionato, de Jean Wiener ; Mémoires de Mikis Theodorakis ; Résonance, de Dietrich Fischer-Dieskau ; La Voix de mon maître, d’Elisabeth Schwarzkopf.

## Historique commercial
L'un des plus gros succès de Pierre Belfond est celui de l'acquisition des Oiseaux se cachent pour mourir de Colleen McCullough, il acquit les droits pour 42 000 dollars. Peu avant, il avait refusé d'acquérir les droits de Racines, autre grand succès. Le livre s'est vendu en France jusqu'à 3,5 millions d'exemplaires. Belfond fit également pression pour que TF1 diffuse en 1985 le feuilleton adapté, très regardé, et qui relance les ventes du livre. 

### Filiales et entrée en bourse
Pierre et Franca Belfond ont toujours souhaité que leur maison conserve une dimension artisanale. Dans cette optique, ils ont choisi, plutôt que de grossir, de créer des filiales indépendantes sur le plan éditorial, mais disposant d’une infrastructure commune quant à la diffusion et à la commercialisation. 
La première de ces filiales fut « Les Presses de la Renaissance », créée en 1967, suivie par « Acropole », en 1981, puis par « Le Pré-aux-Clercs », en 1983.
Cependant, ces différentes filiales finirent par constituer un petit groupe. La gestion financière de ce groupe posant des problèmes évidents, les Belfond estimèrent qu’une entrée en bourse fortifierait l’ensemble. Les Éditions Belfond furent admises au second marché en octobre 1985.

### Cession de la majorité du capital à Masson
L'entrée en Bourse de toute société implique des contraintes qui n’avaient sans doute pas été cernées à leur juste mesure. Certes, la bourse apportait un surcroît de notoriété. Mais le carcan financier et la lourdeur administrative étaient telles que, bientôt, le domaine financier menaçait de l’emporter sur le domaine littéraire.
Les Éditions Masson, qui cherchaient à élargir leur champ d’action (essentiellement axé sur le médical), proposèrent à Pierre Belfond d’entrer dans son capital. La cession eut lieu en octobre 1989, quatre ans après l'introduction en bourse. Pierre et Franca Belfond conservèrent leur poste, boulevard Saint-Germain, jusqu’au 31 janvier 1991.

## Mort
Pierre Belfond meurt d'une crise cardiaque le 24 mai 2022 à La Celle-Saint-Cloud (Yvelines), à l'âge de 88 ans.

## Publications
- Les Pendus de Victor Hugo, Fayard, 1994 ;
- La Délibération (théâtre), Lansman, 1996 ;
- Dessins d’écrivains, Éditions du Chêne, 2003 ;
- Scènes de la vie d’un éditeur, Fayard 2006 ;
- Dictionnaire politique des idées reçues (sous le pseudonyme de Gustave Flôbert), Gutenberg 2008.